# Constance Stone
Emma Constance Stone, née en 1856 et morte en 1902, a été la première femme à exercer la médecine en Australie.

## Biographie
Emma Constance Stone est née le 4 décembre 1856 à Hobart en Australie, de Betsy et William Stone. Le couple, anglais, avait émigré en Australie en 1854. Le 12 janvier 1860, sa sœur Grace Clara est née. Elles avaient également quatre frères. La famille a déménagé à Melbourne en 1872 où le père s'est établi comme fabricant d'orgues.
En 1893, Constance Stone a épousé le pasteur et médecin David Egryn Jones. Le couple a eu une fille, Bronwen, qui est plus tard devenue elle aussi médecin,.
Constance Stone est morte de la tuberculose le 29 décembre 1902.

## Carrière médicale
En 1884, Constance Stone a quitté l'Australie pour étudier la médecine aux États-Unis, car l'Australie l'interdisait encore aux femmes. Constance Stone a étudié 3 ans au Women's Medical College de Pennsylvanie, puis a obtenu son diplôme à l'université de Toronto en 1888. Elle est ensuite partie à Londres travailler au New Hospital for Women, et devenir diplômée de la Society of Apothecaries avant de retourner en Australie pour y fonder un dispensaire où sa sœur Clara la rejoignit après avoir été l'une des deux premières femmes médecins diplômées de l'université de Melbourne en 1891. Leur cousine Emily Mary Page Stone, qui fut diplômée quelques années plus tard, exerça également avec elles. 
Les trois cousines ont créé en 1895 la Victorian Medical Women's Society, dont le but était de rapprocher les étudiantes en médecine des femmes déjà diplômées. Sous l'impulsion de Constance Stone, cette association a mené à la création du Queen Victoria Hospital le 5 septembre 1896. L'hôpital a ouvert ses portes en juillet 1899.
Les difficultés que Constance Stone a rencontrées durant sa formation et sa carrière en raison des discriminations majeures envers les femmes l'ont portée vers le militantisme féministe et le mouvement des suffragettes.